# Benizelos Rouphos

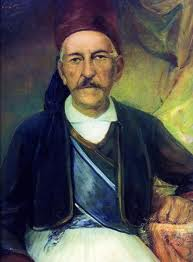
Benizelos Rouphos

Benizelos (Mpenizelos) Rouphos (griechisch Μπενιζέλος Ρούφος, * 1795 in Patras; † 18. März 1868 ebenda) war ein griechischer Politiker und Ministerpräsident.

## Unabhängigkeitskämpfer und Familie
Der Sohn des Freiheitskämpfers Athanasios Kanakaris wurde nach seinem aus Sizilien stammenden Großvater Benizelo Roufus benannt. Seine Söhne Athanassios Kanakaris-Rouphos und Georgios Rouphos waren ebenfalls Bürgermeister von Patras sowie Minister. Sein Sohn Angelos Rouphos war Abgeordneter und unterlag 1899 bei der Wahl zum Bürgermeister von Patras seinem älteren Bruder Athanassios Kanakaris-Rouphos.
Während der Unabhängigkeitskämpfe 1821 bis 1828 war er ebenfalls Freiheitskämpfer in einer Kompanie in Patras. In der Zeit der Herrschaft von Ioannis Kapodistrias wurde er 1828 zunächst zum Gouverneur von Elis und später von Syros.

## Politische Laufbahn
1832 wurde Rouphos zum Senator ernannt. 1835 erfolgte seine Ernennung zum Regierungsberater. Später wurde er Innenminister in der Regierung von Georgios Koundouriotis (März bis Oktober 1848). Darüber hinaus war er zeitweise Außenminister.
Zwischen 1855 und 1858 war er Bürgermeister seiner Heimatstadt Patras. Während seiner Amtszeit als Bürgermeister legte er den Grundstein für das Gemeindekrankenhaus und verzichtete zum Teil auf seine Einkünfte, um ein Aquädukt sowie Straßen zu bauen.
Nach der Absetzung von König Otto I. gehörte er vom 30. Januar bis zum 30. Oktober 1863 zusammen mit Konstantinos Kanaris und Dimitrios Voulgaris einem Triumvirat zur Ausübung der Regentschaft an. Zugleich war er ab dem 10. Mai 1863 auch erstmals Ministerpräsident.
Vom 9. Februar bis zum 14. März 1865 sowie vom 11. Dezember 1865 bis zum 21. Juni 1866 war er erneut Ministerpräsident.